# Inline-Skaterhockey-Bundesliga 2019
Die Saison 2019 ist die 24. Spielzeit der Inline-Skaterhockey-Bundesliga, in der zum 34. Mal ein Deutscher Meister ermittelt wird. Ausrichter ist die Sportkommission Inline-Skaterhockey Deutschland im Deutschen Rollsport und Inline-Verband. Deutscher Meister wurden die SHC Rockets Essen, die im Finale den Titelverteidiger Crash Eagles Kaarst besiegten.

## Teilnehmer
| Klub                   | Standort    | Vorjahr                   | Play-offs                        |                           |
| ---------------------- | ----------- | ------------------------- | -------------------------------- | ------------------------- |
| Bissendorfer Panther   | Wedemark    | 5.                        | Viertelfinale                    |                           |
| Commanders Velbert     | Velbert     | 11.                       | Sportlicher Absteiger/Nachrücker |                           |
| Crash Eagles Kaarst    | Kaarst      | 3.                        | Deutscher Meister                |                           |
| Crefelder SC           | Krefeld     | 1.                        | Viertelfinale                    |                           |
| Düsseldorf Rams        | Düsseldorf  | 9.                        | -                                |                           |
| Duisburg Ducks         | Duisburg    | 8.                        | Halbfinale                       |                           |
| HC Köln-West Rheinos   | Köln        | 2.                        | Finale                           |                           |
| Highlander Lüdenscheid | Lüdenscheid | 6.                        | Viertelfinale                    |                           |
| Rockets Essen          | Essen       | 4.                        | Halbfinale                       |                           |
| Samurai Iserlohn       | Iserlohn    | 7.                        | Viertelfinale                    |                           |
| TV Augsburg            | Augsburg    | Meister 2. Bundesliga Süd | Meister 2. Bundesliga Süd        | Meister 2. Bundesliga Süd |

## Modus
Die 1. Bundesliga geht mit elf Mannschaften an den Start. Jede Mannschaft trifft in Hin- und Rückspiel auf jede andere Mannschaft. Für einen Sieg in regulärer Spielzeit gibt es drei Punkte. Endet eine Partie nach 60 Minuten unentschieden, folgt umgehend ein Penaltyschießen. Für einen Sieg nach Penaltyschießen gibt es zwei Punkte, für eine Niederlage nach Penaltyschießen einen Punkt. Bei Punktgleichheit zum Ende der Hauptrunde entscheidet der direkte Vergleich über die Rangfolge. Die ersten acht Mannschaften erreichen die Play-offs. Die Mannschaft auf Rang neun hat sich sportlich für die nächste Spielzeit qualifiziert. Die Teams auf den Rängen zehn und elf steigen direkt in die 2. Bundesliga ab. Die Liga wird zur folgenden Saison auf zehn Mannschaften reduziert. Der Sieger der Play-offs ist Deutscher Meister.

## Vorrunde
|     | Mannschaft             | Sp | G  | GP | U | VP | V  | Tore    | +/−  | P  |
| --- | ---------------------- | -- | -- | -- | - | -- | -- | ------- | ---- | -- |
| 1.  | Crash Eagles Kaarst    | 20 | 15 | 1  | 0 | 1  | 03 | 230:128 | +102 | 48 |
| 2.  | SHC Rockets Essen      | 20 | 16 | 0  | 0 | 0  | 04 | 205:135 | +070 | 48 |
| 3.  | Crefelder SC           | 20 | 14 | 0  | 0 | 2  | 04 | 187:124 | +063 | 44 |
| 4.  | HC Köln-West Rheinos   | 20 | 11 | 1  | 0 | 0  | 08 | 133:139 | −06  | 35 |
| 5.  | TV Augsburg            | 20 | 10 | 1  | 0 | 0  | 09 | 171:150 | +021 | 32 |
| 6.  | Duisburg Ducks         | 20 | 07 | 3  | 0 | 1  | 09 | 165:157 | +08  | 28 |
| 7.  | Bissendorfer Panther   | 20 | 05 | 4  | 0 | 2  | 09 | 139:133 | +06  | 25 |
| 8.  | Samurai Iserlohn       | 20 | 07 | 1  | 0 | 2  | 10 | 117:133 | −016 | 25 |
| 9.  | Commanders Velbert     | 20 | 05 | 1  | 0 | 1  | 13 | 119:244 | −125 | 18 |
| 10. | Highlander Lüdenscheid | 20 | 04 | 1  | 0 | 2  | 13 | 139:182 | −043 | 16 |
| 11. | Düsseldorf Rams        | 20 | 02 | 1  | 0 | 3  | 14 | 156:236 | −080 | 11 |

Abkürzungen: Sp = Spiele, G = Siege, GP = Siege nach Penaltyschießen, U = Unentschieden, VP = Niederlage nach Penaltyschießen V = Niederlagen, P = Punkte

Erläuterungen:

## Play-offs
(Modus „Best-of-Three“)

### Play-off-Baum
| Viertelfinale | Viertelfinale        | Viertelfinale        |   |                      | Halbfinale | Halbfinale | Halbfinale |  |  | Finale | Finale | Finale |
|               |                      |                      |   |                      |            |            |            |  |  |        |        |        |
| 1             | Crash Eagles Kaarst  | 2                    |   |                      |            |            |            |  |  |        |        |        |
| 8             | Bissendorfer Panther | 0                    |   |                      |            |            |            |  |  |        |        |        |
| 8             | Bissendorfer Panther | 0                    | 1 | Crash Eagles Kaarst  | 2          |            |            |  |  |        |        |        |
|               |                      |                      | 1 | Crash Eagles Kaarst  | 2          |            |            |  |  |        |        |        |
|               | 4                    | HC Köln-West Rheinos | 0 |                      |            |            |            |  |  |        |        |        |
| 2             | 4                    | HC Köln-West Rheinos | 0 | SHC Rockets Essen    | 2          |            |            |  |  |        |        |        |
| 2             |                      |                      |   | SHC Rockets Essen    | 2          |            |            |  |  |        |        |        |
| 7             | Samurai Iserlohn     | 0                    |   |                      |            |            |            |  |  |        |        |        |
| 7             | Samurai Iserlohn     | 0                    | 1 | Crash Eagles Kaarst  | 1          |            |            |  |  |        |        |        |
|               |                      |                      |   | Crash Eagles Kaarst  | 1          |            |            |  |  |        |        |        |
|               | 2                    | SHC Rockets Essen    | 2 |                      |            |            |            |  |  |        |        |        |
| 3             | 2                    | SHC Rockets Essen    | 2 | Crefelder SC         | 2          |            |            |  |  |        |        |        |
| 3             |                      |                      |   | Crefelder SC         | 2          |            |            |  |  |        |        |        |
| 6             | Duisburg Ducks       | 0                    |   |                      |            |            |            |  |  |        |        |        |
| 6             | Duisburg Ducks       | 0                    | 2 | SHC Rockets Essen    | 2          |            |            |  |  |        |        |        |
|               |                      |                      | 2 | SHC Rockets Essen    | 2          |            |            |  |  |        |        |        |
|               | 3                    | Crefelder SC         | 1 |                      |            |            |            |  |  |        |        |        |
| 4             | 3                    | Crefelder SC         | 1 | HC Köln-West Rheinos | 2          |            |            |  |  |        |        |        |
| 4             |                      |                      |   | HC Köln-West Rheinos | 2          |            |            |  |  |        |        |        |
| 5             | TV Augsburg          | 0                    |   |                      |            |            |            |  |  |        |        |        |

### Viertelfinale
|                      |   |                      | Serie | 1    | 2     | 3 |
| -------------------- | - | -------------------- | ----- | ---- | ----- | - |
| Crash Eagles Kaarst  | – | Bissendorfer Panther | 2:0   | 10:5 | 10:6  | - |
| SHC Rockets Essen    | – | Samurai Iserlohn     | 2:0   | 6:3  | 15:10 | - |
| Crefelder SC         | – | Duisburg Ducks       | 2:0   | 11:6 | 10:8  | - |
| HC Köln-West Rheinos | – | TV Augsburg          | 2:0   | 6:2  | 8:5   | - |

### Halbfinale
|                     |   |                      | Serie | 1    | 2   | 3   |
| ------------------- | - | -------------------- | ----- | ---- | --- | --- |
| Crash Eagles Kaarst | – | HC Köln-West Rheinos | 2:0   | 12:9 | 9:5 | -   |
| SHC Rockets Essen   | – | Crefelder SC         | 2:1   | 9:5  | 3:9 | 8:3 |

### Finale
|                     |   |                   | Serie | 1   | 2   | 3     |
| ------------------- | - | ----------------- | ----- | --- | --- | ----- |
| Crash Eagles Kaarst | – | SHC Rockets Essen | 1:2   | 8:5 | 5:7 | 10:12 |

## Aufsteiger
Aus der 2. Bundesliga steigen die Red Devils Berlin (Meister der 2. Bundesliga Nord) auf. Die gemeinsamen Play-offs der beiden Zweitliga-Staffeln entscheiden über den Aufstieg. Nur der Zweitliga-Meister steigt sportlich auf. Doch sowohl der IHC Atting als Zweitliga-Meister als auch Finalgegner TGW Kassel Wizards haben auf den Aufstieg verzichtet. Die Red Devils Berlin, die im Halbfinale an Atting gescheitert waren, rücken nach.

## Pokalsieger
Im Endspiel um den Deutschen Inline-Skaterhockey-Pokal 2019 gewannen die Samurai Iserlohn am 28. September 2019 gegen die Düsseldorf Rams in Assenheim mit 10:4.